# Melturi (przystanek kolejowy)
Melturi – przystanek kolejowy w pobliżu miejscowości Melturi, w gminie Kieś, na Łotwie. Położony jest na linii Ryga - Valga.

## Historia
Przystanek powstał w 1941. Początkowo nosił nazwę Bille, jednak już w 1942 został przemianowany na Melturi. Po zakończeniu II wojny światowej przystanek został zlikwidowany. Ponownie uruchomiono przystanek w tym miejscu w 1985, pod nazwą 78 km (ros. 78 км). Po odzyskaniu przez Łotwę niepodległości zmieniono jego nazwę na obecną.
Na wysokości przystanku Melturi od szlaku Ryga - Valga odłączała się linia Ieriķi - Gulbene - Pytałowo, zlikwidowana po 1991